# Casa lunare

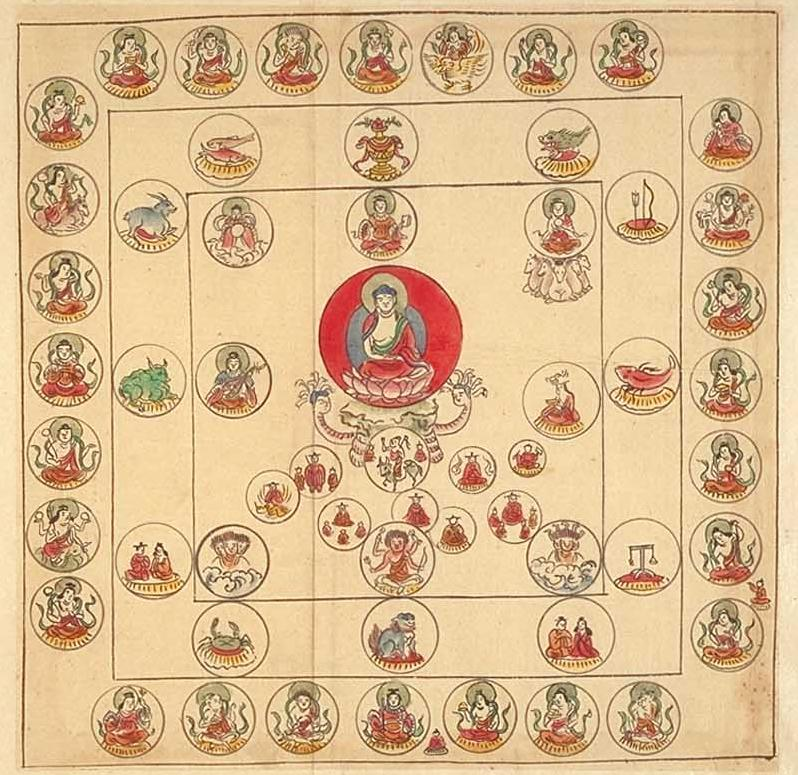
Maṇḍala «Hokuto» giapponese del XII secolo. Le 28 case lunari circondano i 12 segni dello zodiaco, i 9 pianeti e le 7 stelle del Grande Carro.

Una casa lunare è un segmento dell'eclittica (spesso chiamata "stazione" o "dimora") attraverso il quale la luna si muove nella sua orbita intorno alla terra, spesso usata dalle antiche culture come parte del loro sistema di calendari. In generale, benché non sempre, lo zodiaco è diviso in 27 o 28 segmenti relativi alle stelle fisse - uno per ciascun giorno del mese lunare, che è lungo 27,3 - e la posizione della luna è mappata rispetto a quei segmenti fissi.  Poiché la posizione della luna a un determinato stadio varierà secondo la posizione della terra nella sua orbita, le case della luna sono un sistema efficace per tenere traccia del passaggio delle stagioni.
Varie culture hanno usato astrologicamente serie di case lunari; ad esempio le nakshatra astrologiche della cultura indù, le manzil arabe (manazil al-qamar), le ventotto case dell'astronomia cinese e i 36 decani dell'astronomia egizia. Altre case sono raggruppate insieme: nell'astrologia occidentale ciascun segno dello zodiaco copre 2-3 case, mentre il sistema cinese raggruppa le case in quattro gruppi legati alle stagioni.
Il concetto di case lunari è considerato di origine babilonese. Jim Tester, nella sua Storia dell'astrologia occidentale spiega che esse appaiono nell'astrologia ellenistica con la lista di stelle fisse redatta nel II secolo da Massimo di Tiro, nelle liste arabe di Alchandri e Albohazen Haly, nonché in una lista copta simile con nomi greci, e che benché esse fossero note nell'India vedica, tutte le liste «sembrano tradire» la trasmissione attraverso fonti greche. Pur evidenziando che i Babilonesi avevano ben stabilito i raggruppamenti lunari verso il VI secolo d.C., Tester nota anche che «lo schema delle ventotto case era derivato attraverso la magia egiziana legando le liste dei giorni fortunati e sfortunati del mese lunare alle emerologie e allo zodiaco».

## Case cinesi
Le 28 Case Lunari (cinese: 二十|八|宿, Èrshí-Bā Xiù) sono la forma cinese e est-asiatica delle case lunari. Possono essere considerate come l'equivalente dello zodiaco occidentale, sebbene le 28 Case riflettano il movimento della Luna attraverso un mese siderale piuttosto quello del Sole in un anno solare. Nella loro forma finale, esse incorporavano le forme astrali dei Quattro Simboli: Dragone Azzurro dell'Est, Tartaruga Nera del Nord, Tigre Bianca dell'Ovest e Uccello Vermiglio del Sud. Si tratta di due animali reali e due leggendari assai importanti nella cultura cinese tradizionale come il fengshui.

## Case Indiane
Le Nakshatra o Nákṣatra (lit. "stelle") sono la forma indiana delle case lunari. Esse di solito ammontano a 27, ma a volte 28 e i loro nomi sono legati alle più importanti costellazioni in ciascun settore. Esse partono da un punto sull'eclittica precisamente opposto alla stella Spica (sanscrito: Chitrā) e si sviluppano verso est. Nella mitologia indiana classica, la creazione delle nakshatra è attribuita a Daksha. Esse erano le spose di Chandra, il dio della luna. Le nakshatra dell'astronomia bhartiya tradizionale sono basate su una lista di 28 asterismi trovati nell'Atharvaveda (AVŚ 19.7) e anche nelle Śatapatha Brāhmaṇa. Il primo testo astronomico che le elenca è il Vedanga Jyotisha. Le case sono una parte importante dell'astrologia indiana.

## Case arabe
L'astrologia araba utilizzava un sistema di 28 case lunari chiamato Manāzil al-qamar. In questo sistema si riteneva che la luna si muovesse attraverso 28 distinte manazil (singolare: manzil = casa) durante il normale anno solare, ciascuna delle quali durava, perciò, circa 13 giorni. Una o più manazil erano poi raggruppate in una nawaa e l'insieme delle anwaa (forma plurale di nawaa) componeva l'anno. In altre parole, lo schema era il seguente: un anno era diviso in anwaa, ciascuna delle quali era fatta di una o più manazil, che erano associate a una stella o costellazione dominante.